# Pleurothecium pulneyense
Pleurothecium pulneyense är en svampart som beskrevs av Subram. & Bhat 1989. Pleurothecium pulneyense ingår i släktet Pleurothecium, ordningen Sordariales, klassen Sordariomycetes, divisionen sporsäcksvampar och riket svampar.   Inga underarter finns listade i Catalogue of Life.